# Jackson County (Mississippi)
Das Jackson County ist ein County im US-Bundesstaat Mississippi. Der Verwaltungssitz (County Seat) ist Pascagoula, das nach in diesem Gebiet fließenden Pascagoula River benannt wurde. Das U.S. Census Bureau hat bei der Volkszählung 2020 eine Einwohnerzahl von 143.252 ermittelt.

## Geographie
Das County liegt im äußersten Südosten von Mississippi, grenzt im Süden an den Golf von Mexiko, im Osten an Alabama und hat eine Fläche von 2702 Quadratkilometern, wovon 819 Quadratkilometer Wasserfläche sind. Es grenzt an folgende Countys:
| Stone County    | George County |                         |
| Harrison County |               | Mobile County (Alabama) |
|                 |               |                         |

## Geschichte

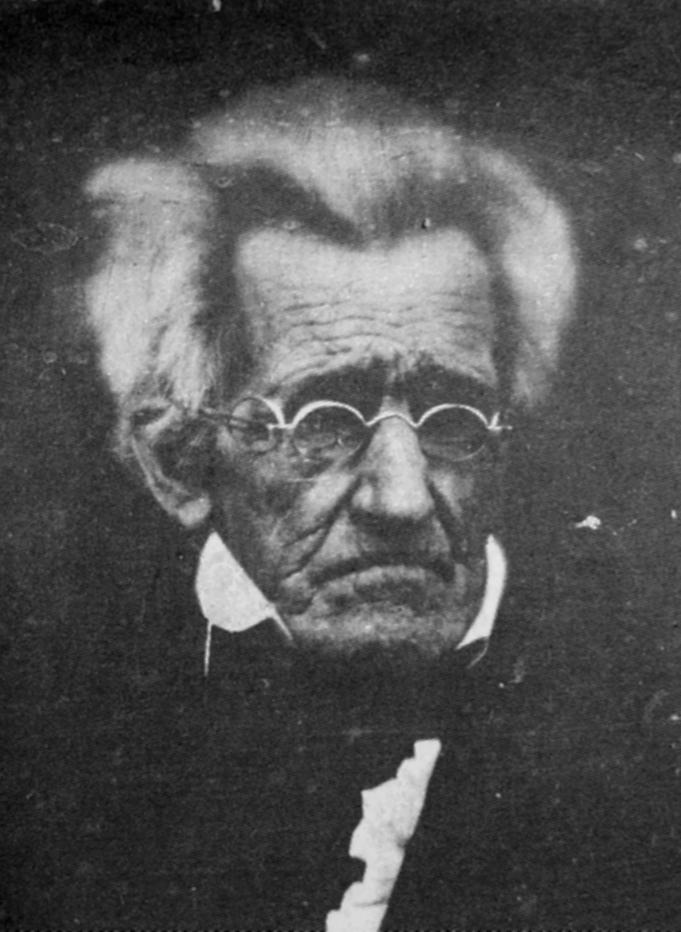
A. Jackson

Das Jackson County wurde am 18. Dezember 1812 aus dem Mobile District gebildet. Benannt wurde es nach Andrew Jackson (1767–1845), dem siebten Präsidenten der Vereinigten Staaten.

68 Bauwerke und Stätten des Countys sind im National Register of Historic Places eingetragen (Stand 1. Februar 2018).

## Demografische Daten

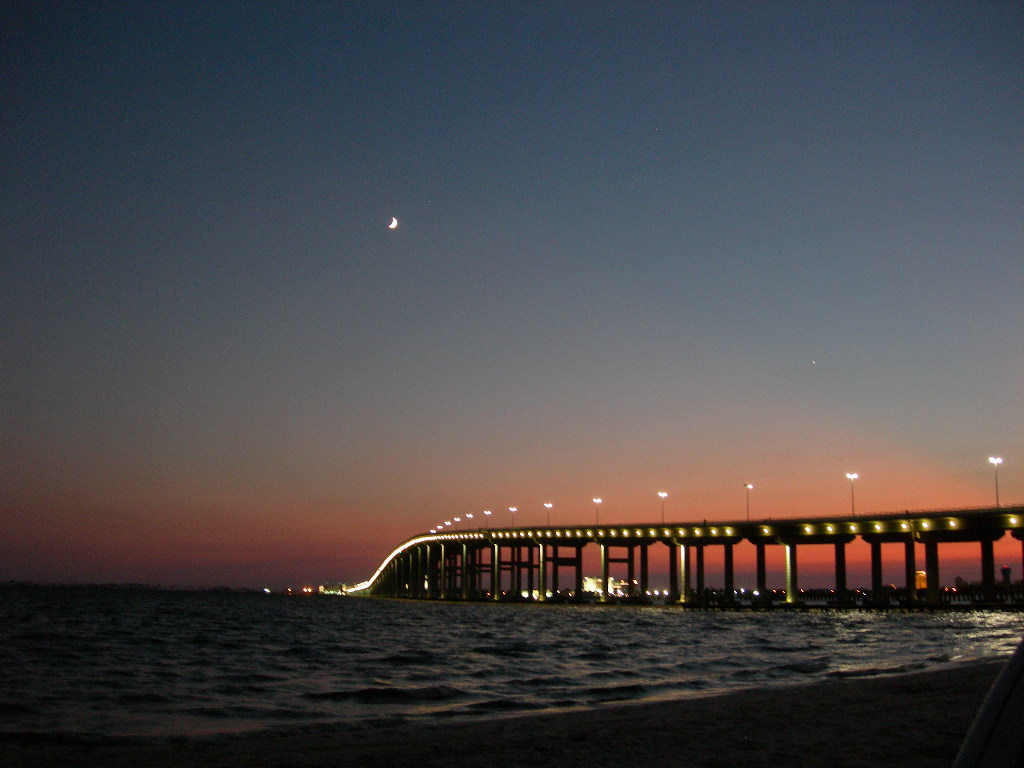
Die Ocean Springs Bridge, von Ocean Springs nach Biloxi

Alterspyramide des Jackson Countys (Stand: 2000)

Nach der Volkszählung im Jahr 2000 lebten im Jackson County 131.420 Menschen in 47.676 Haushalten und 35.709 Familien. Die Bevölkerungsdichte betrug 70 Personen pro Quadratkilometer. Ethnisch betrachtet setzte sich die Bevölkerung zusammen aus 75,35 Prozent Weißen, 20,87 Prozent Afroamerikanern, 0,33 Prozent amerikanischen Ureinwohnern, 1,57 Prozent Asiaten, 0,04 Prozent Bewohnern aus dem pazifischen Inselraum und 0,72 Prozent aus anderen ethnischen Gruppen; 1,12 Prozent stammten von zwei oder mehr Ethnien ab. 2,14 Prozent der Bevölkerung waren spanischer oder lateinamerikanischer Abstammung, die verschiedenen der genannten Gruppen angehörten.
Von den 47.676 Haushalten hatten 37,0 Prozent Kinder unter 18 Jahren, die mit ihnen lebten. 55,7 Prozent waren verheiratete, zusammenlebende Paare, 14,5 Prozent waren allein erziehende Mütter und 25,1 Prozent waren keine Familien. 20,8 Prozent aller Haushalte waren Singlehaushalte und in 7,1 Prozent lebten Menschen im Alter von 65 Jahren oder darüber. Die durchschnittliche Haushaltsgröße lag bei 2,72 und die durchschnittliche Familiengröße bei 3,14 Personen.
27,7 Prozent der Bevölkerung war unter 18 Jahre alt, 9,3 Prozent zwischen 18 und 24, 29,8 Prozent zwischen 25 und 44, 22,9 Prozent zwischen 45 und 64 Jahre alt und 10,3 Prozent waren 65 Jahre oder älter. Das Durchschnittsalter betrug 35 Jahre. Auf 100 weibliche kamen statistisch 98,2 männliche Personen und auf 100 Frauen im Alter von 18 Jahren oder darüber kamen 95,9 Männer.

Das durchschnittliche Einkommen eines Haushaltes betrug 39.118 USD, das einer Familie 45.091 USD. Männer hatten ein durchschnittliches Einkommen von 32.996 USD, Frauen 22.770 USD. Das Prokopfeinkommen lag bei 17.768 USD. Etwa 10,5 Prozent der Familien und 12,7 Prozent der Bevölkerung lebten unterhalb der Armutsgrenze.

## Städte und Gemeinden
Citys
- Gautier
- Moss Point
- Ocean Springs
- Pascagoula

Census-designated placess (CDP)
| - Big Point - Escatawpa - Gulf Hills - Gulf Park Estates | - Helena - Hickory Hills - Hurley - Latimer | - St. Martin - Vancleave - Wade |

Unincorporate Communitys
| - Eastlawn - East Moss Point - Eastside - Fontainebleau - Iowana | - Kreole - Larue - Orange Grove - Pecan - Polfry | - Three Rivers - Windsor Park - Vestry |